# Lingnåre
Lingnåre är ett kulturreservat i Hållnäs socken i Tierps kommun.
Det 28 hektar stora reservatet på Hållnäshalvön blev kulturreservat 2004 för att "bevara ett unikt, i stora delar bevarat kulturlandskap från vikingatid och medeltid samt vårda dess kulturhistoriska och biologiska värden". Röjningar av skog har gjorts för att öppna landskapet kring den medeltida boplatsen och gärdesgårdar rests.
I eller vid reservatet finns lämningar av gravfält och husgrunder.
I en nybyggd lada visas utställningar om Lingnåres historia.